# Manyan
Manyan is een bestuurslaag in het regentschap Aceh Utara van de provincie Atjeh, Indonesië. Manyan telt 369 inwoners (volkstelling 2010).